# Mathilda cryptostoma
Mathilda cryptostoma is een slakkensoort uit de familie van de Mathildidae. De wetenschappelijke naam van de soort is voor het eerst geldig gepubliceerd in 1874 door de Folin.